# Чижов, Георгий
Гео́ргий Чижо́в (латыш. Georgijs Čižovs; 26 июля 1992, Даугавпилс) — латвийский футболист, вратарь.

## Карьера
Воспитанник даугавпилсского футбола, свою карьеру Георгий Чижов начинал в молодёжных клубах местного «Динабурга» и «Даугавы».
В начале 2013 года Георгий Чижов присоединился к команде ДЮСШ Илуксте, с которой в первом же матче дебютировал в Высшей лиге Латвии.
В 2014 году в составе «Даугавпилса» провёл 23 игры в высшей лиге. Затем ещё два сезона находился в составе клуба, но за основную команду больше не играл.